# Haliotis virginea
Haliotis virginea, Virgin Paua, là một loài edible ốc biển, là động vật thân mềm chân bụng sống ở biển thuộc họ Haliotidae, the abalones.

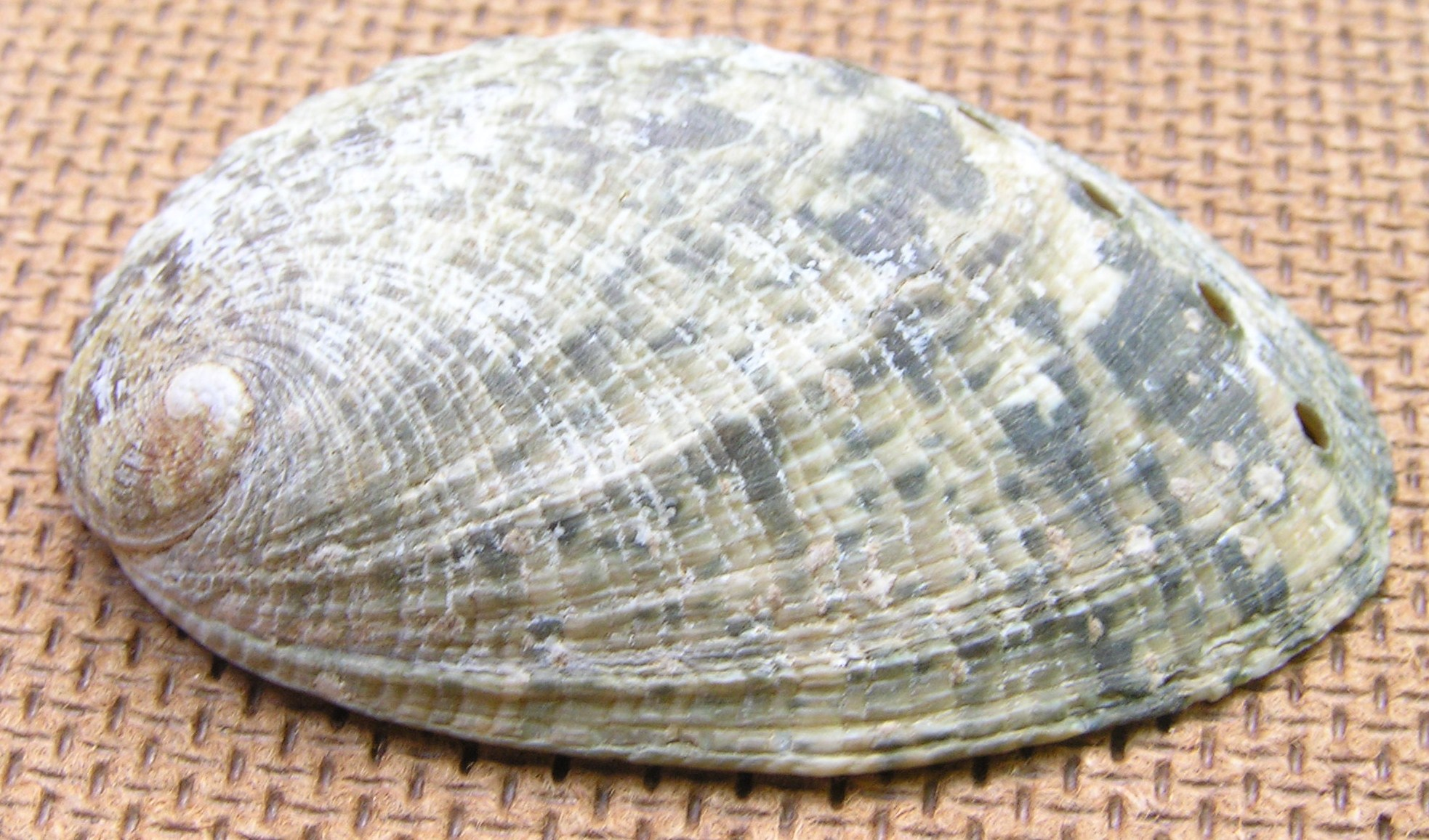
External view of a shell

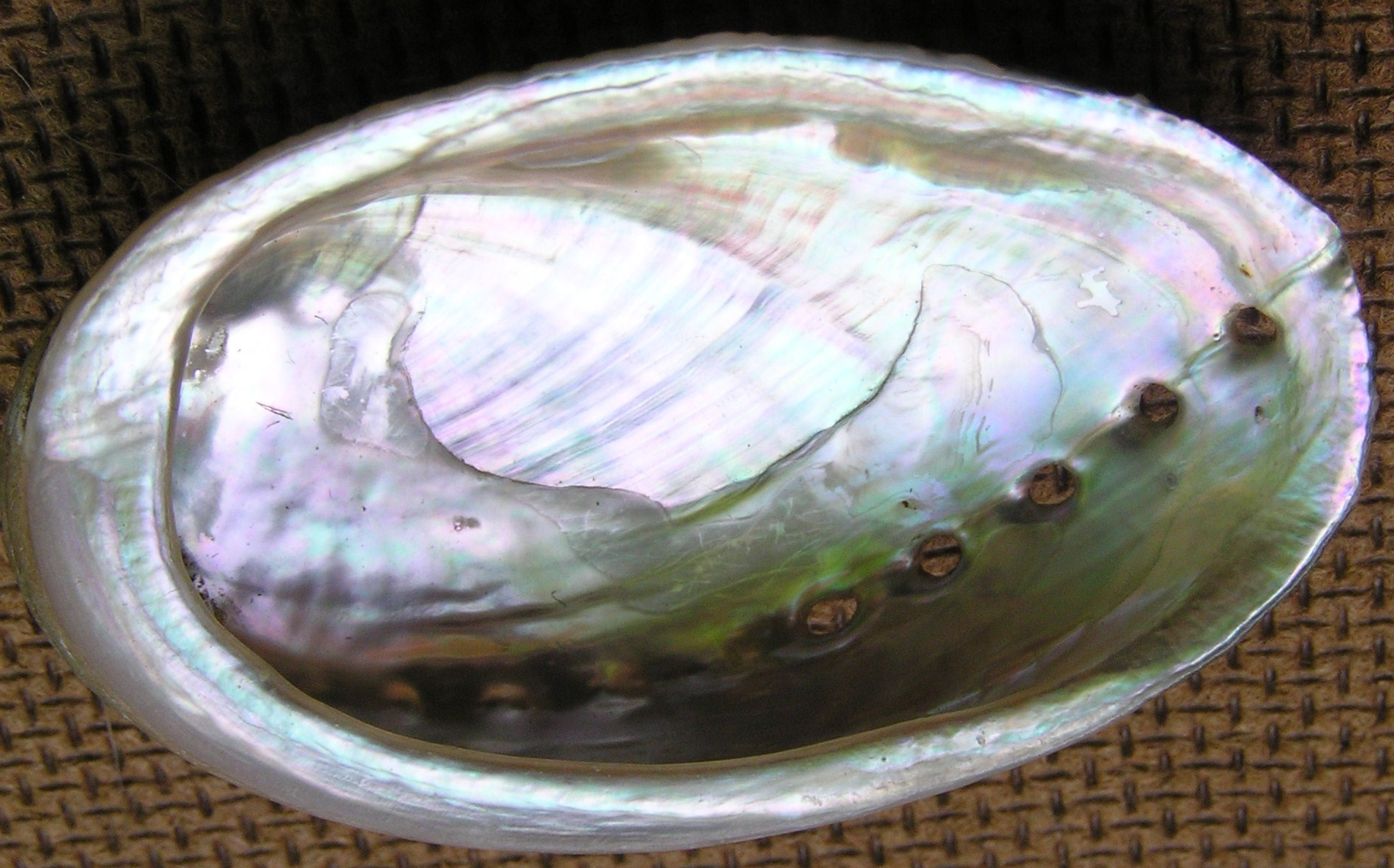
Internal view of a shell

## Human use
Haliotis virginea and other two Haliotis species are known as "paua" in New Zealand and are used as food source.